# کشت ژرف‌آبی

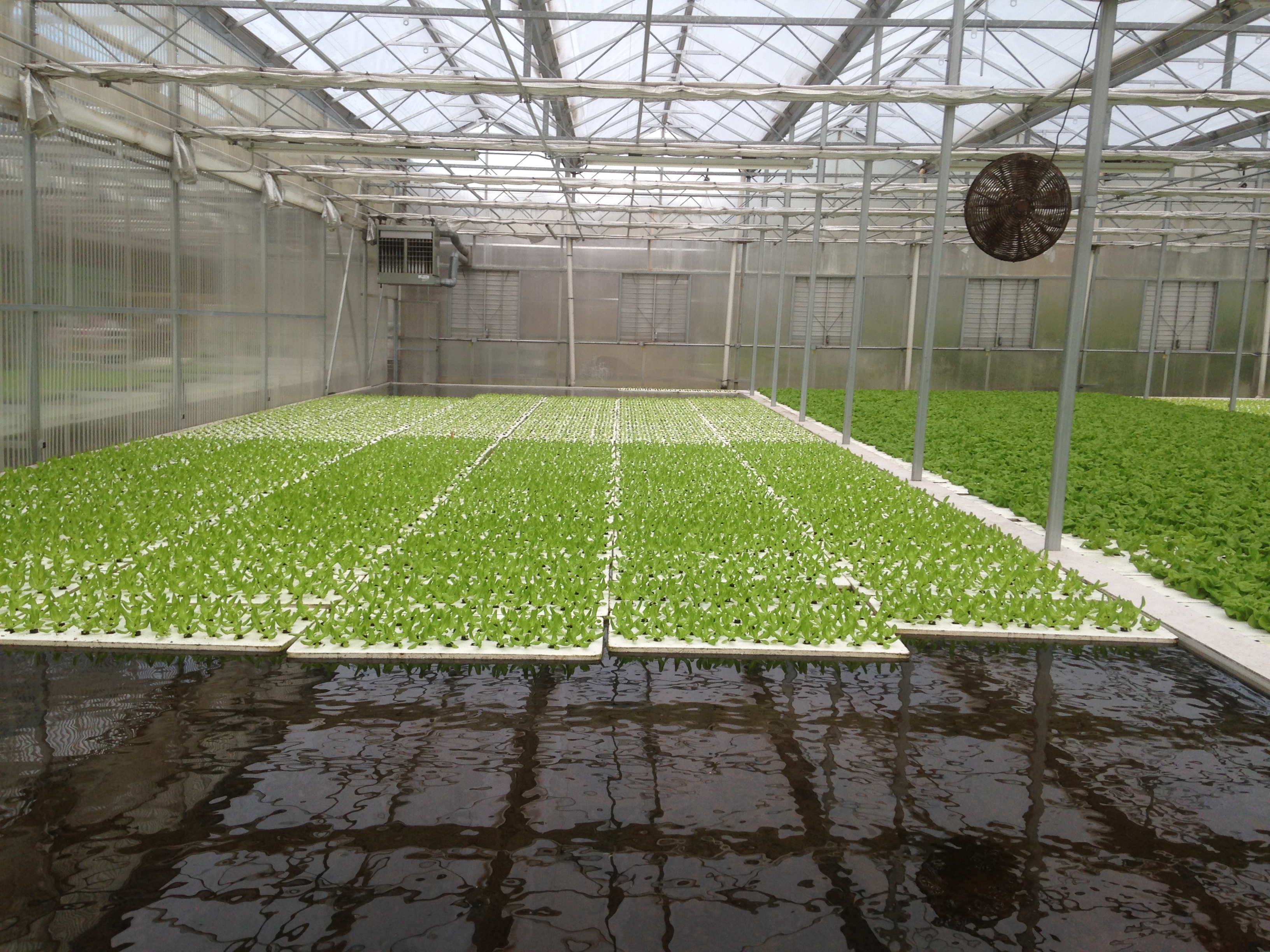
نمونه‌ای از کشت ژرف‌آبی عمیق در تولید کاهو.

کشت ژرف‌آبی با نام کوتاه‌شده کژاب (به انگلیسی: Deep water culture) تولید گیاه به روش آب‌کشتی است که در آن ریشه گیاه در محلول مغذی و آب اکسیژنه قرار می‌گیرد. در این روش یک مخزن مستطیل‌شکل با ژرفای کمتر از ۳۰ سانتیمتر پر از محلول مغذی می‌شود و گیاهان بر روی صفحه‌های استریوفوم شناور می‌شوند. به این ترتیب یک نوار نقاله از گیاهان شناور روی آب تشکیل می‌شود. امروزه کشت ژرف‌آبی (کژاب) به همراه شگرد بستر مغذی (شبم) از رایج‌ترین سامانه‌های آب‌کشتی به‌شمار می‌آید. معمولاً کشت ژرف‌آبی را برای پرورش محصولات با دوره پرورش کوتاه‌مدت مانند سبزی‌های برگی و سبزی‌های معطر به کار می‌برند. حجم زیاد آب سبب می‌شود که مشکلاتی که از کاهش تغییرات سریع دما، پی‌اچ، هدایت الکتریکی (EC) و ترکیب محلول مغذی ایجاد می‌شود به کمترین میزان خود برسد.